# Elaeagnus fasciculata
Elaeagnus fasciculata är en havtornsväxtart som beskrevs av William Griffiths. Elaeagnus fasciculata ingår i släktet silverbuskar, och familjen havtornsväxter. Inga underarter finns listade i Catalogue of Life.